# Кабаковский сельсовет (Алтайский край)
Кабаковский сельсове́т — упразднённое в 2013 году муниципальное образование со статусом сельского поселения и административно-территориальное образование в Алейском районе Алтайского края России. Административный центр — село Кабаково.

## История
4 декабря 2013 года включён в состав Кашинского сельсовета

## Население
| 1997 | 1998 | 1999 | 2000 | 2001 | 2002 |
| ---- | ---- | ---- | ---- | ---- | ---- |
| 871  | →871 | ↘852 | ↘834 | ↘828 | ↘812 |
| 2003 | 2004 | 2005 | 2006 | 2007 | 2008 |
| ↘775 | ↘753 | ↗779 | ↗784 | ↘778 | ↘767 |
| 2009 | 2010 | 2011 | 2012 | 2013 |      |
| ↘766 | ↘621 | ↘616 | ↘594 | ↘579 |      |

По результатам Всероссийской переписи населения 2010 года численность населения муниципального образования составила 621 человек, в том числе 302 мужчины и 319 женщин.

## Населённые пункты
В состав сельского поселения входит один населённый пункт — село Кабаково.